# 板屋リョク
板屋 リョク（いたや りょく、本名：板屋 緑、1951年 - ）は、日本の建築家、武蔵野美術大学造形学部映像学科元教授。早稲田大学芸術学校講師。

## 経歴
福岡県生まれ。1974年 早稲田大学理工学部建築学科卒業。1976年 早稲田大学大学院理工学研究科修士課程修了。
1976年-1985年　鈴木恂建築研究所。1985年　R.D.アーキテクツ設立。1999年-2022年　武蔵野美術大学映像学科教授。

## 建築
| 建造物名                               | 年     | 所在地           | 用途         | 状態 | 備考                                         |
| -------------------------------------- | ------ | ---------------- | ------------ | ---- | -------------------------------------------- |
| FRAGMENTS Ⅰ フラグメント・ビルディング | 1988年 | 東京都豊島区     | 店舗・事務所 |      | アンドレア・パッラーディオ国際建築賞最優秀賞 |
| FRAGMENTS IV 遠ざかる家                | 1997年 | 神奈川県相模原市 | 住宅         |      | 吉岡賞                                       |
| FRAGMENTS Ⅴ 壺中の家                   | 1999年 | 東京都中野区     | 住宅         |      |                                              |

## 著書
- 『古代ローマの建築家たち —場としての建築へ—』丸善、2001年
- 『ローマに　幾つもの中心に佇んで』武蔵野美術大学出版局、2022年